# Алкаево
Алкаево — деревня в составе  Бабеевского сельского поселения Темниковского района Республики Мордовия.

## География
Находится на расстоянии примерно 8 километров на восток-юго-восток от районного центра города Темников.

## История
Упоминается с 1866 года, когда она была учтена как казенная деревня Темниковского уезда из 50 дворов, название по имени бывшего владельца служилого татарина Алкая.

## Население
Постоянное население составляло 60 человек (русские 100%) в 2002 году, 32 в 2010 году .